# Cyclura cychlura
la Iguana de roca de las Bahamas del norte (Cyclura cychlura) es una especie de lagarto que pertenece a la familia de los iguanídos. Es endémica de las Bahamas donde se distribuye únicamente en las islas de Andros y Exuma. Existen 3 subespecies reconocidas.

## Galería

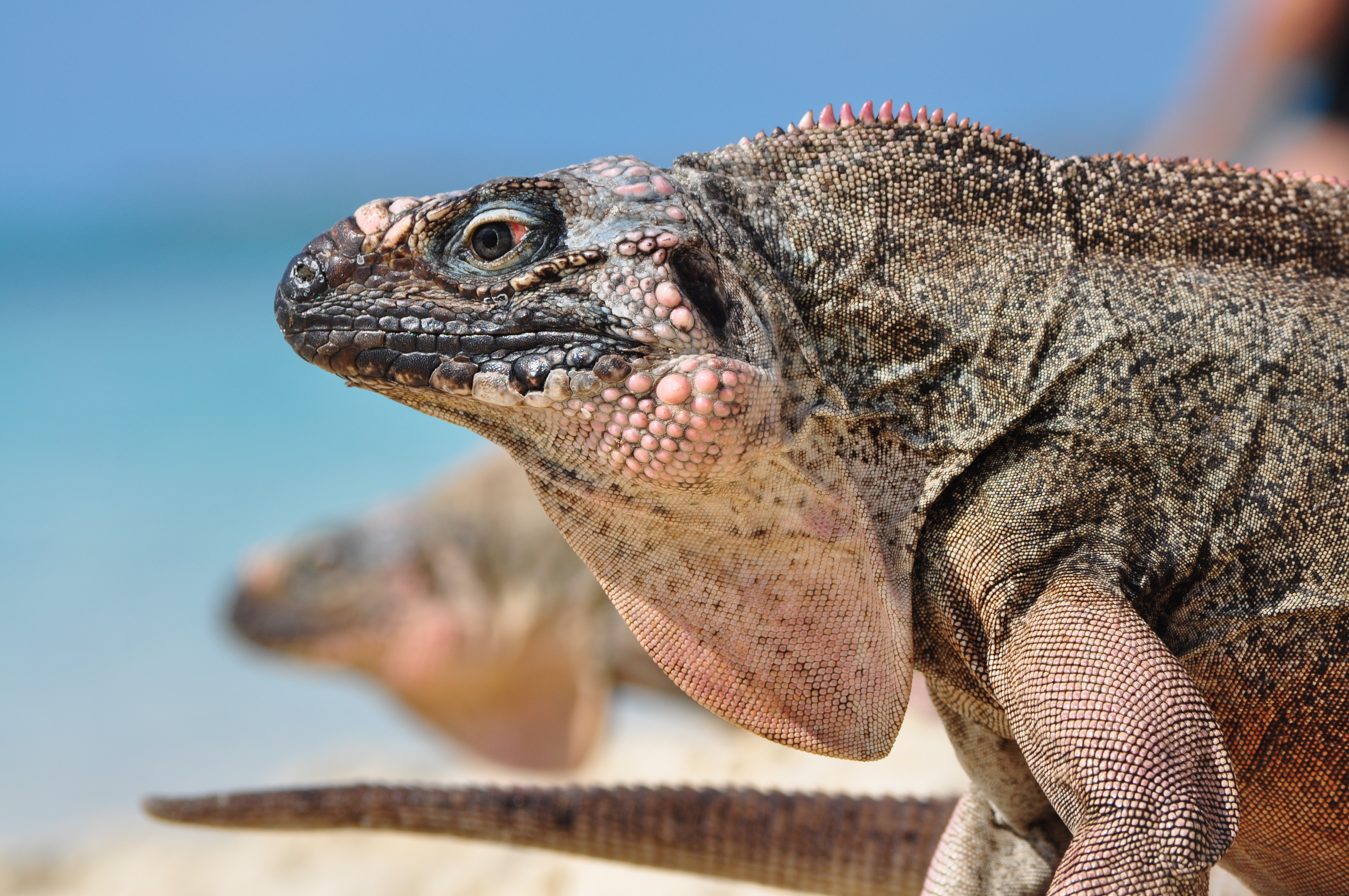